# Willie Watson
William Watson (ur. 7 marca 1920 w Prestwich, zm. 24 kwietnia 2004 w Johannesburgu) – angielski piłkarz występujący podczas kariery na pozycji pomocnika i krykiecista. 

## Kariera klubowa
Willie Watson piłkarską karierę rozpoczął w pierwszoligowym Huddersfield Town w 1938. W 1946 został zawodnikiem Sunderlandu i występował nim przez kolejne 8 lat. Ogółem w Division One rozegrał 222 spotkania, w których zdobył 15 bramek. Ostatnie dwa lata kariery spędził w trzecioligowym Halifax Town.
| Sezon   | Klub                   | Kraj   | Rozgrywki      | Mecze | Bramki |
| ------- | ---------------------- | ------ | -------------- | ----- | ------ |
| 1938/39 | Huddersfield Town F.C. | Anglia | Division One   | 11    | 0      |
| 1939/40 | Huddersfield Town F.C. | Anglia | Division One   | 0     | 0      |
| 1946/47 | Sunderland A.F.C.      | Anglia | Division One   | 33    | 5      |
| 1947/48 | Sunderland A.F.C.      | Anglia | Division One   | 22    | 2      |
| 1948/49 | Sunderland A.F.C.      | Anglia | Division One   | 30    | 1      |
| 1949/50 | Sunderland A.F.C.      | Anglia | Division One   | 32    | 1      |
| 1950/51 | Sunderland A.F.C.      | Anglia | Division One   | 28    | 1      |
| 1951/52 | Sunderland A.F.C.      | Anglia | Division One   | 36    | 0      |
| 1952/53 | Sunderland A.F.C.      | Anglia | Division One   | 24    | 4      |
| 1953/54 | Sunderland A.F.C.      | Anglia | Division One   | 6     | 0      |
| 1954/55 | Halifax Town A.F.C.    | Anglia | Division Three | 18    | 1      |
| 1955/56 | Halifax Town A.F.C.    | Anglia | Division Three | 15    | 0      |

## Kariera reprezentacyjna
W reprezentacji Anglii Watson zadebiutował 16 listopada 1949 w wygranym 9-2 meczu eliminacjach mistrzostw świata z Irlandią Północną. W 1950 Watson uczestniczył w mistrzostwach świata. Na turnieju w Brazylii był rezerwowym i nie wystąpił w żadnym meczu. Ostatni raz w reprezentacji wystąpił 22 listopada 1950 w zremisowanym 2-2 towarzyskim meczu z Jugosławią. Ogółem Watson rozegrał w reprezentacji 4 spotkania. 
| Mecze i gole w reprezentacji | Mecze i gole w reprezentacji | Mecze i gole w reprezentacji | Mecze i gole w reprezentacji | Mecze i gole w reprezentacji | Mecze i gole w reprezentacji | Mecze i gole w reprezentacji      |
| #                            | Data                         | Miasto                       | Przeciwnik                   | Gol                          | Wynik                        |                                   |
| ---------------------------- | ---------------------------- | ---------------------------- | ---------------------------- | ---------------------------- | ---------------------------- | --------------------------------- |
| 1.                           | 16.11.1949                   | Manchester                   | Irlandia Północna            |                              | 9:2                          | el. MŚ, British Home Championship |
| 2.                           | 30.11.1949                   | Londyn                       | Włochy                       |                              | 2:0                          | towarzyski                        |
| 3.                           | 15.11.1950                   | Sunderland                   | Walia                        |                              | 4:2                          | el. MŚ, British Home Championship |
| 4.                           | 22.11.1950                   | Londyn                       | Jugosławia                   |                              | 2:2                          | towarzyski                        |

## Kariera trenerska
Jeszcze jako zawodnik Watson został trenerem. W latach 1954–1956 i 1964-1966 prowadził trzecio- i czwartoligowy Halifax Town. W latach 1966–1968 trenował czwartoligowy Bradford City. 

## Kariera krykietowa
Równocześnie z grą w piłkę nożną Watson z powodzeniem uprawiał krykieta. W latach 1939–1958 występował w Yorkshire County Cricket Club, z którym dwukrotnie w latach 1939 i 1946 zdobył mistrzostwo hrabstwa. W latach 1958–1962 występował w Leicestershire County Cricket Club. W reprezentacji Anglii zadebiutował 7 czerwca 1951 w meczu z Południową Afryką. Ostatni raz w reprezentacji wystąpił 14 marca 1959 w meczu z Nową Zelandią. Ogółem w reprezentacji rozegrał 23 spotkania. Odbijając miał uchwyt leworęczny.

### Statystyki
Na podstawie
| Rodzaj rozgrywek | Mecze | Runy | Średnia odbić | Setki/pięćdziesiątki | Najlepszy rezultat | Catche/stumpingi |
| ---------------- | ----- | ---- | ------------- | -------------------- | ------------------ | ---------------- |
| Testy            | 23    | 879  | 25,85         | 2/3                  | 116                | 8/0              |